# Военные объекты США за рубежом

Страны с американскими базами

Военные базы США за рубежом — различные формирования и объекты Вооружённых сил США (ВС США), расположенные вне территории США.
По официальным данным на сентябрь 2006 года, Пентагон располагал 827 только крупными зарубежными военными базами. В это число включены только базы площадью не менее 10 акров (4,05 га) или с объёмом инвестирования не менее 10 000 000 долларов (например, база Манас площадью более 200 га в список не попала, так как не удовлетворяла этим критериям). В связи с окончанием Холодной войны только в 1988—1995 годах были закрыты 97 зарубежных военных баз.
Ниже представлен список части военных баз США за рубежом, действовавших по состоянию на 2008 год (общее количество зарубежных баз США составляет более 1 000.).

## Военно-воздушные силы США

### Австралия
- Станция слежения Pine Gap

### Бахрейн
- Авиабаза в Исе

### Бельгия
- Авиабазы Chievres и Kleine Brogel

### Болгария
- Авиабазы Безмер и Граф-Игнатьево, полигон Ново-Село

### Великобритания
- RAF Lakenheath, Brandon, Suffolk
- RAF Menwith Hill, Yorkshire Dales
- RAF Mildenhall, Mildenhall
- RAF Croughton, Upper Heyford, RAF Alconbury, Oxfordshire

### Германия
- Ansbach
- NATO Air Base Geilenkirchen, Гайленкирхен
- Рамштайн — самая важная и крупная авиационная база за пределами Соединенных Штатов.
- Spangdahlem Air Base

### Гондурас
- Военно-воздушная база Сото-Кано

### Гренландия(Дания)
- Thule AB

### Гуам
- Andersen Air Force Base

### Испания
- Morón Air Base, Андалусия
- Morón de la Frontera, Андалусия

### Италия
- Aviano Air Base
- San Vito dei Normanni Air Station

### Катар
- Военно-воздушная база Аль-Удэйд

### Нигер
- Агадес
- Арлит
- Ниамей

### Нидерланды
- Joint Force Command Brunssum

### Норвегия
- Авиабаза в Ставангере

### Объединённые Арабские Эмираты
- Военно-воздушная база Эд-Дафра[англ.]

### Оман
- Авиабазы в Масире и Тумрайте

### Португалия
- Lajes Field, Азорские острова

### Саудовская Аравия
- Авиабаза Eskan Village

### Сингапур
- Военно-воздушная база Пайя-Лебар

### Турция
- Авиабаза «Инджирлик» (Incirlik)

### Южная Корея
- Авиабаза «Кунсан» (Kunsan)
- Авиабаза «Осан» (Osan)

Советник президента Республики Корея заявил, что вооружённые силы США в Республике Корея не покинут территорию Корейского полуострова даже в случае подписания мирного соглашения с КНДР.

### Япония
- Авиабаза «Кадена» (Kadena), Префектура Окинава
- Авиабаза «Мисава» (Misawa)[англ.], Мисава, Аомори
- Авиабаза «Ёкота» (Yokota)[англ.], Токио

## Сухопутные войска

### Германия
- Campbell Barracks, Хайдельберг

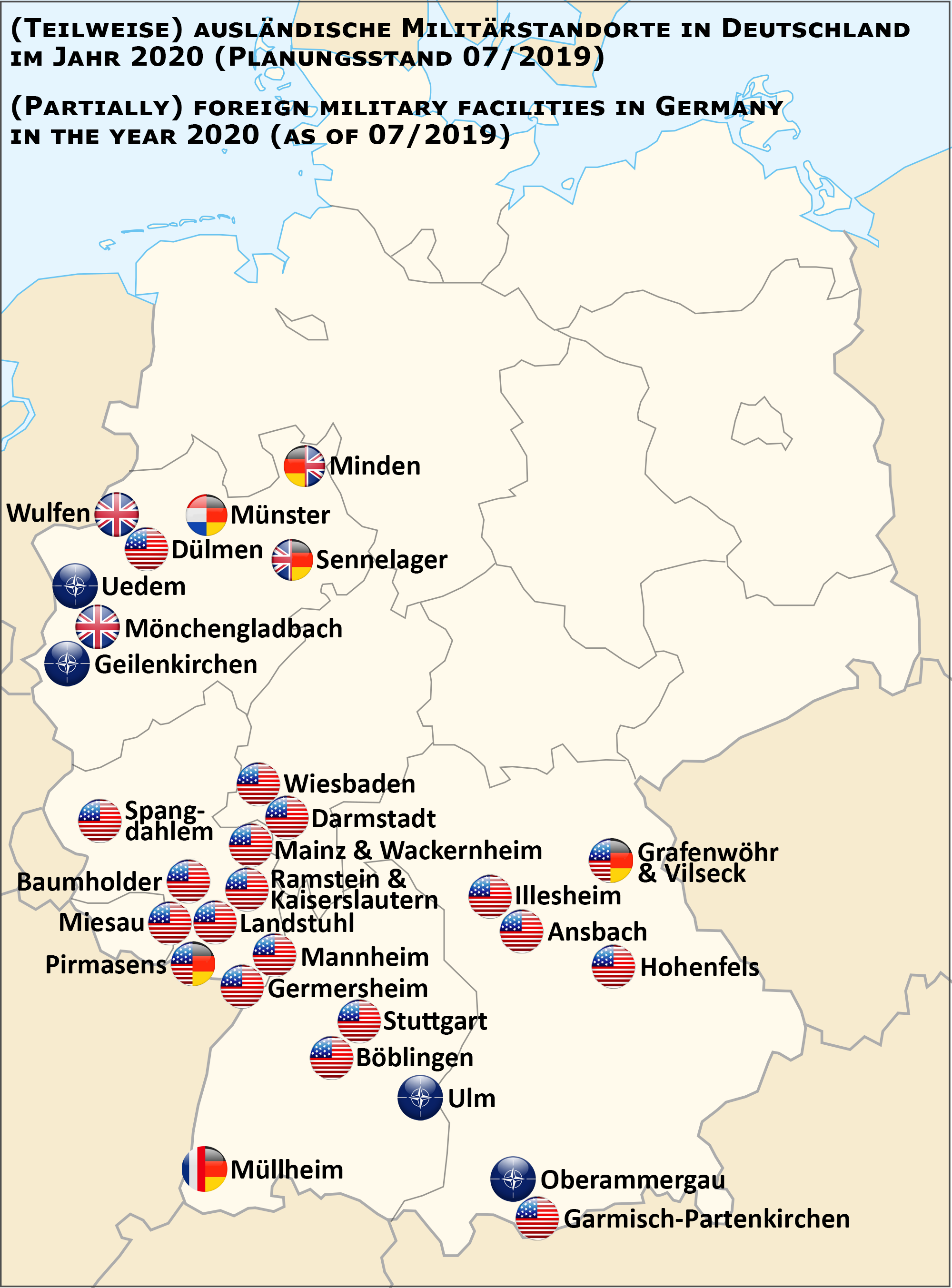
Военные базы США в Германии

- Conn Barracks, Ledward Barracks, Швайнфурт
- Фильзек
- Учебный центр (Графенвёр, Бавария — крупнейший в Америке полигон для маневрирования живым огнём за пределами Соединенных Штатов, является одним из самых важных в мире для обучения взаимодействию американских и союзнических военнослужащих.
- Ландштуль
- 21-е командование поддержки театра военных действий (Кайзерслаутерн) — командование координирует и управляет почти всеми американскими военными логистическими и транспортными операциями из Европы на Востоке.
- Patrick Henry Village
- ROB
- Kapaun
- Штутгарт
- Региональный медицинский центр — медицинский центр по обслуживанию американских и союзнических военнослужащих, тяжело раненных или раненых в Афганистане, Ираке и других местах в Африке и Южной Азии.

### Израиль
- Американский радар раннего предупреждения о ракетном нападении в пустыне Негев на юге Израиля.

### Италия
- Caserma Ederle, Виченца
- Camp Darby, Ливорно

### Косово
- Кэмп-Бондстил

### Кувейт
- Camp Virginia[англ.]
- Camp Arifjan[англ.]
- Camp Buehring (бывший Camp Udairi)
- Camp Patriot[англ.]
- Camp Ali Al Salem
- Camp New York
- Camp Spearhead (SPOD at Ash Shuaybah)
- Camp Wolverine
- «K» Crossing

### Южная Корея
- Camp Ames
- Camp Carroll
- Camp Casey
- Camp Castle
- Camp Colbern
- Camp Coiner
- USAG Daegu
- Camp Eagle
- Camp Essayons
- Camp George
- Camp Henry
- Camp Hovey
- USAG Humphreys
- Camp Korea
- Camp Kwangsa Ri
- Camp Kyle
- Camp Long
- Camp Market
- Camp Nimble
- USAG Red Cloud
- Camp Stanley
- Camp Walker
- Camp Yongin
- Far East Dist Engr
- H220 Heliport
- K-16 Air Base
- Kunsan Pol Terminal Site
- Madison Site
- Masan Ammunition Depot
- Pier #8
- Sungnam Golf Course
- Swiss and Swed Camp Mac HQ
- Tango (U.S. Army)
- Watkins Range
- Yong Pyong
- USAG Yongsan

### Япония
- Кэмп-Дзама[англ.], Токио

## Корпус морской пехоты США

### Бразилия
- Пункт обеспечения в Сан-Паулу

### Германия
- Camp Panzer Kazerne, Böblingen

### Джибути
- Marine Corps Security Detachment, Кэмп-Лемонье

### Куба
- Marine Corp Detachment, Guantanamo Bay Naval Base

### Объединённые Арабские Эмираты
- Военно-морская база Фуджаира

### Кувейт
- Camp Arifjan, Город Кувейт

### Япония
- Marine Corps Base Camp Smedley D. Butler, Окинава
  - Camp Courtney
  - Camp Foster
  - Camp Gonsalves (Jungle Warfare Training Center)
  - Camp Hansen
  - Camp Kinser
  - Camp Lester
  - Camp McTureous
  - Camp Schwab
- Военно-воздушная база корпуса морской пехоты «Футенма» (Гинован), Окинава
- Marine Corps Air Station Iwakuni, Префектура Ямагути
- Camp Fuji, Префектура Сидзуока
- Yomitan Auxiliary Airfield

## Военно-морские силы США

### Бахрейн
- Пятый флот ВМС США
- Naval Support Activity Bahrain
- Naval Detachment Dubai

### Британская территория в Индийском океане(Маврикий)
- Диего-Гарсия

### Греция
- Суда (бухта)

### Испания
- Rota Naval Station

### Италия
- Naval Support Activity Naples, 6th fleet/Command Navy Europe. Шестой флот ВМС США
- Naval Air Station Siginella, Sicily
- Naval Support Activity Gaeta

### Куба
- Guantanamo Bay Naval Base

### Южная Корея
- Commander Naval Forces Korea Chinhae, South Korea

### Япония
- Седьмой флот ВМС США
- Fleet Activities Yokosuka
- Fleet Activities Sasebo
- Naval Air Field Atsugi
- Naval Forces Japan, Okinawa

## Военно-космические силы США

### Местная
- Станция космических сил Клир (Чистота), Аляска (Clear Space Force Station)
- Авиабаза Лос-Анджелес, Калифорния (Los Angeles Air Force Base)
- База Ванденберг, Калифорния (Vandenberg Space Force Base)
- База космических сил Бакли, Колорадо (Buckley Space Force Base)
- Станция космических сил Чайенн-Маунтин, Колорадо (Cheyenne Mountain Space Force Station)
- База космических сил Петерсон, Колорадо (Peterson Space Force Base)
- База космических сил Шривер, Колорадо (Schriever Space Force Base)
- База Космических сил США на мысе Канаверал, Флорида (Cape Canaveral Space Force Station)
- База космических сил Патрик, Флорида (Patrick Space Force Base)
- Станция космических сил Кеана-Пойнт, Гавайи (Kaena Point Space Force Station)
- Станция космических сил Кейп-Код, Массачусетс (Cape Cod Space Force Station)
- Станция космических сил Нью-Бостон, Нью-Гэмпшир (New Boston Space Force Station)
- Станция космических сил Кавальер, Северная Дакота (Cavalier Space Force Station).

### Зарубежные
Великобритания: 
- Остров Вознесения Королевских ВВС

Дания (Гренландия)
- Военная база Питуффик